# Джуриновець
Джуриновець (хорв. Đurinovec) — населений пункт у Хорватії, у Вараждинській жупанії у складі громади Високо.

## Населення
Населення за даними перепису 2011 року становило 135 осіб.
Динаміка чисельності населення поселення:

## Клімат
Середня річна температура становить 10,26 °C, середня максимальна – 24,15 °C, а середня мінімальна – -5,87 °C. Середня річна кількість опадів – 863 мм.
| Клімат поселення                              | Клімат поселення | Клімат поселення | Клімат поселення | Клімат поселення | Клімат поселення | Клімат поселення | Клімат поселення | Клімат поселення | Клімат поселення | Клімат поселення | Клімат поселення | Клімат поселення | Клімат поселення |
| Показник                                      | Січ.             | Лют.             | Бер.             | Квіт.            | Трав.            | Черв.            | Лип.             | Серп.            | Вер.             | Жовт.            | Лист.            | Груд.            |                  |
| Середній максимум, °C                         | 5,86             | 7,71             | 12,07            | 16,18            | 21,08            | 24,15            | 23,60            | 23,04            | 19,12            | 14,07            | 8,54             | 4,72             |                  |
| Середня температура, °C                       | 0,00             | 1,86             | 6,20             | 10,34            | 15,23            | 18,28            | 19,96            | 19,40            | 15,48            | 10,44            | 4,91             | 1,08             |                  |
| Середній мінімум, °C                          | −5,87            | −4               | 0,35             | 4,47             | 9,37             | 12,43            | 16,31            | 15,76            | 11,84            | 6,79             | 1,26             | −2,56            |                  |
| Норма опадів, мм                              | 44               | 46               | 56               | 67               | 77               | 98               | 82               | 85               | 82               | 82               | 82               | 62               |                  |
| Середньомісячна швидкість вітру, м/с          | 2.00             | 2.20             | 2.60             | 2.50             | 2.36             | 2.10             | 2.03             | 1.87             | 1.90             | 1.96             | 2.08             | 2.06             |                  |
| Середньомісячна сонячна радіація, кДж/м²·день | 4085             | 6786             | 10542            | 14896            | 18989            | 20965            | 21748            | 18896            | 14007            | 8707             | 4564             | 3274             |                  |
| --------------------------------------------- | ---------------- | ---------------- | ---------------- | ---------------- | ---------------- | ---------------- | ---------------- | ---------------- | ---------------- | ---------------- | ---------------- | ---------------- | ---------------- |
| Джерело:                                      |                  |                  |                  |                  |                  |                  |                  |                  |                  |                  |                  |                  |                  |